# Big C

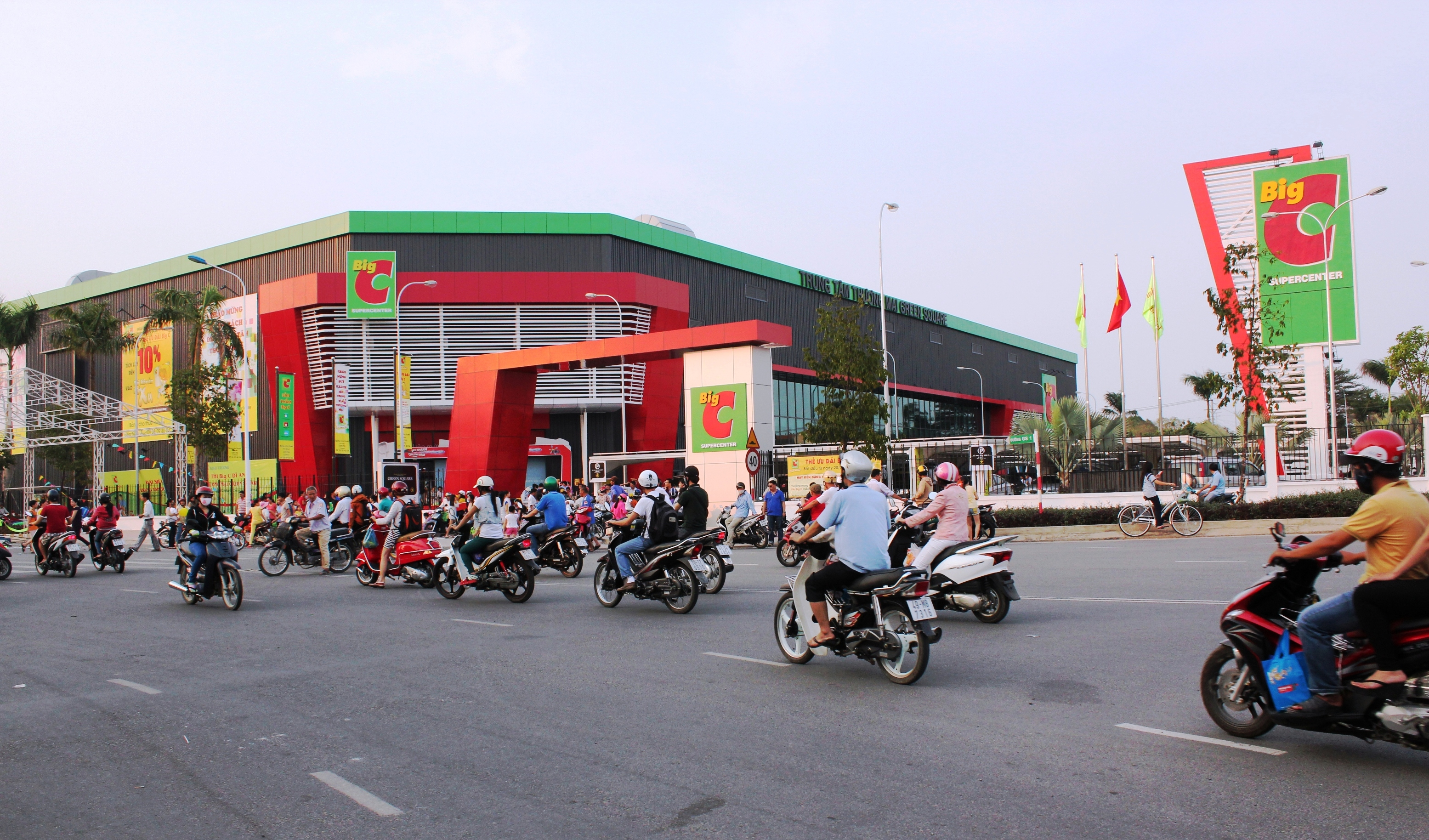
在越南的Supermarché Big C

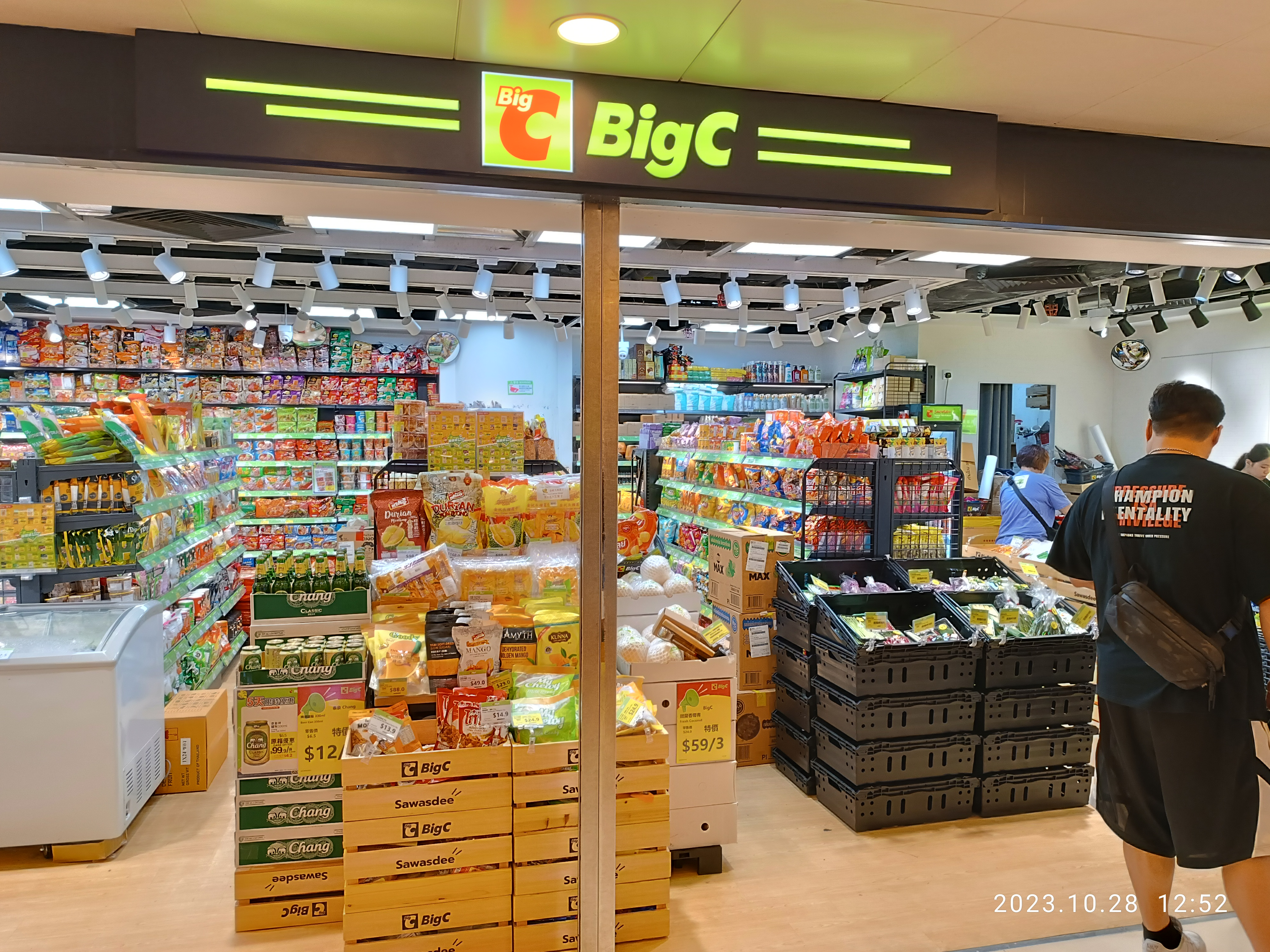
Big C在香港康怡廣場的分店，前身為阿布泰國生活百貨

Big C超市為東南亞地區的連鎖超級市場品牌，於泰國、越南及香港設有分店。

## 歷史
- 1993年，泰國的中央洋行以『中央中心』的名稱開始營運，它是中央洋行附屬機構。
- 1994年1月15日，在曼谷的叻四縣之程華大那路（ถนนแจ้งวัฒนะ，Chaeng Watthana Road）獨立開店。
- 1995年，在泰國的中部之巴吞他尼府開分店，此時店名最初被改成「最省超市」（Save One），後來變成「Big C超市」。
- 1999年，與法國的爱买吉安公司（Géant）組成商業聯盟，法國擁有大約百分之六十三的股權，成為最大股東。
- 2001年4月，Big C集团收購清邁府的欧尚超市。
- 2016年3月底，TCC集團旗下柏利·琼克公司（Berli Jucker）以34.6億美元(1220亿泰铢)，從佳喜樂集團手中取得泰國密西中心超/特级霸市集团58.6%的持股，5月11日股權收購完成後，柏利·琼克公司擁有Big C集团超過85%以上的股權，Big C在泰国有700多家门店，其中包括126家超市。
- 2016年5月2日，泰國中央集團和越南阮金购物中心集团（Nguyen Kim）以10.5億美元(9.2億歐元)，從佳喜樂集團手中取得越南Big C集團100%的持股，Big C在越南已拥有43家门店，包括33家大卖场和10个便利店，和30个购物商场。 “在2015年的总收入约为5.86亿欧元。
- 2023年8月23日，Big C收購阿布泰國生活百貨在香港的24間店舖，原有分店重新命名為「Big C」。[1]
- 2025年，Big C宣佈積極擴展版圖，香港8間新店將陸續開業，包括：荃灣廣場、旺角西洋菜南街、尖沙咀樂道、大埔新達廣場、樂富、粉嶺中心、元朗 YOHO MIX 及馬鞍山新港城，荃灣廣場新店於1月18日開幕，旺角及尖沙咀則分別於1月24日及3月開張。[2]

## 外部連結
1. ↑  . 香港經濟日報. 2023-08-23  [2023-08-23]. （原始内容存档于2020-07-21）.
2. ↑  . Yahoo News. 2025-01-28  [2025-02-02]. （原始内容存档于2025-01-29） （中文（香港））.